# Albert–Daly Field
O Albert – Daly Field é um estádio multiuso usado para futebol masculino e feminino, bem como lacrosse feminino, localizada em Williamsburg, Virginia, no campus do College of William and Mary. É a casa dos times de futebol e lacrosse do Colégio.

## História
O estádio foi pago graças em grande parte a uma considerável doação-desafio feita por Jim e Bobbie Ukrop. Os ukrops sugeriram que o campo fosse nomeado em homenagem aos treinadores de futebol de longa data Al Albert e John Daly . Inaugurado em 2004, o local original consistia em uma superfície de grama natural, iluminação e bancos temporários em uma arquibancada.  Em 2010, o College inaugurou a construção de um novo pavilhão para espectadores de 1.000 lugares no Albert – Daly Field. A estrutura, Martin Family Stadium, é nomeada em homenagem a Eff e Patty Martin, e seus filhos. Além de assentos para espectadores, o prédio possui uma cabine de imprensa de última geração, posições de filmagem e banheiros. O projeto foi concluído na primavera de 2011. 